# Phytoscutus sexpilis
Phytoscutus sexpilis är en spindeldjursart som beskrevs av Muma 1961. Phytoscutus sexpilis ingår i släktet Phytoscutus och familjen Phytoseiidae. Inga underarter finns listade i Catalogue of Life.